# Міціпса
Міціпса (нумід. mkwsn, лат. Micipsa, грец. Μικίψας; * ? — † 118 до н. е.) — цар Нумідії у II ст. до н. е., старший з закононароджених синів Масинісси. 
Вперше згадується в 151 до н.е., коли їздив з братом в Карфаген домовлятися про повернення в місто пронумідійськи налаштованих громадян. Напад прихильників Гамількара на воїнів, які супроводжували Міціпсу, призвів до війни з Нумідією, яка скоро переросла в Третю Пунічну війну, що закінчилася руйнуванням Карфагена. 
Масинісса перед смертю розділив царство між трьома синами. З них Міціпсі дісталося управління скарбницею та царською столицею — Циртою. Після смерті братів Міціпса об'єднав Нумідію під своєю владою. Він прийняв під своє заступництво тисячі втікачів із зруйнованого римлянами Карфагена, намагаючись водночас підтримувати доброзичливі відносини з Римом. 
Міціпса послідував прикладу свого батька, розділивши Нумідію між синами Гіемпсалом та Адгербалом, а також племінником Югуртою, якого він усиновив. Це розділення вступило в силу після смерті Міціпси в 118 до н.е. 